# Rimaderus
Rimaderus is een geslacht van kevers van de familie snoerhalskevers (Anthicidae).

## Soorten
- R. besucheti Bonadona, 1978
- R. burckhardti Uhmann, 1989
- R. loebli Bonadona, 1978
- R. loeblianus Uhmann, 1990
- R. meaticollis Bonadona, 1978
- R. montivagus Telnov, 2003
- R. mussardi Bonadona, 1978